# Musikjahr 1923
Liste der Musikjahre

◄◄ | ◄ | 1919 | 1920 | 1921 | 1922 | Musikjahr 1923 | 1924 | 1925 | 1926 | 1927 | ► | ►►

Weitere Ereignisse · Country-Musik
Dieser Artikel behandelt das Musikjahr 1923.

## Ereignisse
- 19. Februar: Jean Sibelius dirigiert die Weltpremiere seiner 6. Sinfonie in Helsinki.
- 05. April: Louis Armstrong nimmt mit dem Chimes Blues und der Band von King Oliver ein erstes Solo auf.
- 05. Mai: Die Petersglocke (auch Dicker Pitter genannt), Glocke 1 des Kölner Domgeläuts, wird in Apolda gegossen. Mit rund 24.000 kg Gewicht und 322 cm Durchmesser ist sie bis 2016 die größte am geraden Joch schwingend läutende Glocke der Welt. Erschaffen hat die Bronze-Kirchenglocke der Glockengießermeister Heinrich Ulrich.
- 30. Mai: Der Sender Cardiff (5WA) der British Broadcasting Company überträgt die erste vollständige Aufführung einer neuen Orchesteroper im britischen Radio.
- 15. Juni: Für Okeh Records nimmt Ralph Peer mit einem transportablen Aufnahmegerät erstmals in der amerikanischen Provinz, in Atlanta, auf – Künstler wie Lucille Bogan, Fannie May Goosby, Fiddlin’ John Carson oder Warner’s Seven Aces werden so entdeckt.[1]
- 22. September: Ben Selvin befindet sich auf Platz 1 der Hits in den USA mit Yes! We Have No Bananas; ihm folgt im Oktober mit demselben Titel Billy Jones, während in Europa die deutsche Version Ausgerechnet Bananen! populär wird.[2]
- 23. Oktober: Sylvester Weaver spielt mit der Sängerin Sara Martin die ersten bekannten Country-Blues-Aufnahmen ein.
- 24. Oktober: Die Sarajevska filharmonija (Philharmonie Sarajevo) gibt ihr erstes Konzert.

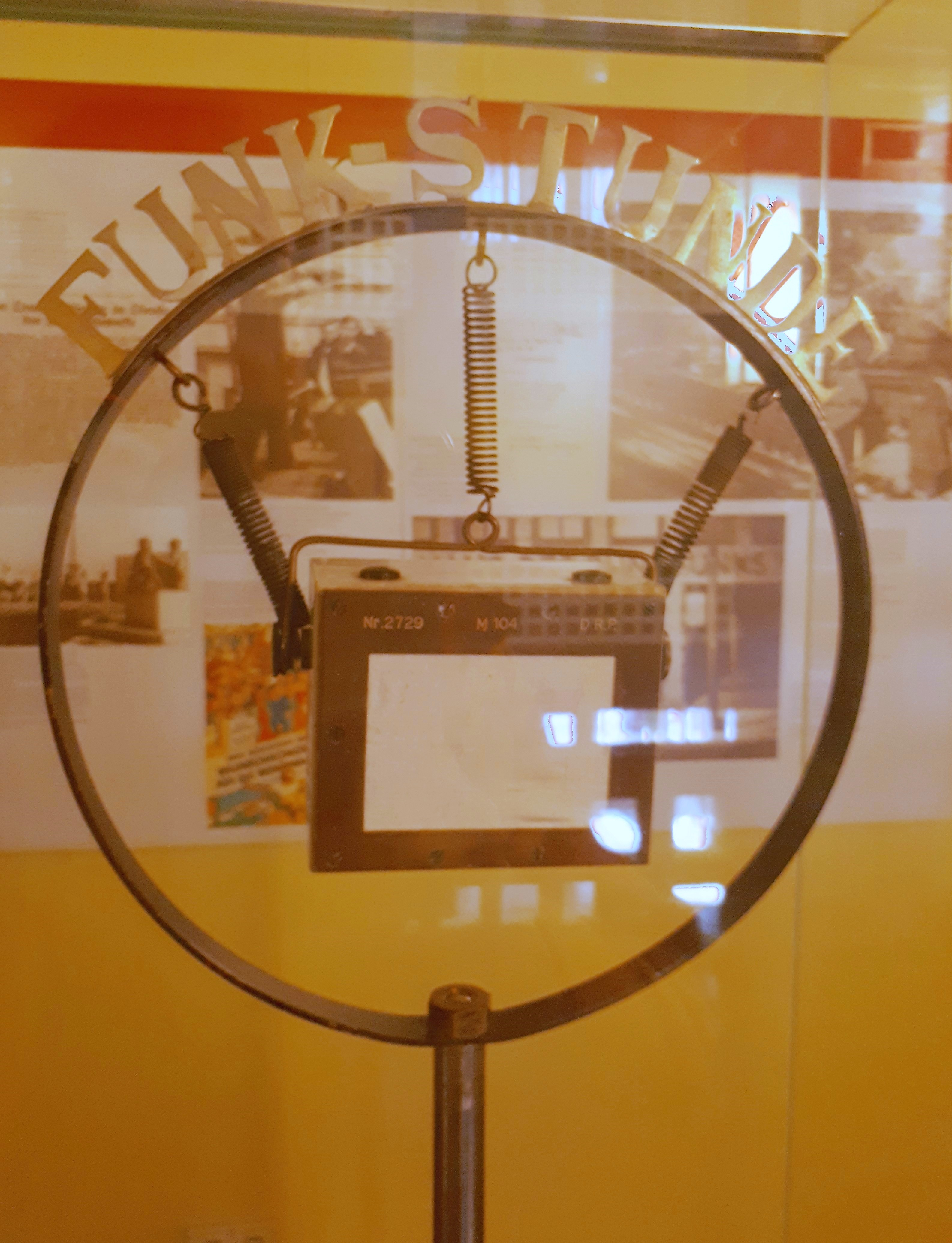
Historisches Mikrofon der Funk-Stunde Berlin

- 29. Oktober: Von einer Dachkammer des Vox-Hauses in Berlin aus nimmt die Funk-Stunde Berlin als erster Hörfunksender in Deutschland den regelmäßigen Betrieb auf.
- 31. Oktober: Wilhelm Kollhoff meldet als erster Rundfunkteilnehmer in Deutschland sein Radio an; aufgrund der Inflation zahlt er 350 Milliarden Mark für die Genehmigung.
- George Enescu gibt sein Debüt als Dirigent beim Philadelphia Orchestra in New York City.

### Instrumentalmusik
- Béla Bartók: Tanz-Suite
- Frederick Delius: Violinsonate Nr. 2; 3 Preludes für Klavier und The splendour falls on castle walls für Chor.
- Gabriel Fauré: Trio für Klavier, Violine und Violoncello d-Moll op. 120
- Gustav Holst: Fugal Concerto für Flöte, Oboe und Streichorchester op. 40/2
- Carl Nielsen: Präludium und Thema mit Variationen für Violine solo op. 48; Balladen om Bjørnen (Almquist/Berntsen) op. 47
- Ludolf Nielsen: Hjortholm, Tonbild op. 53
- Sergei Sergejewitsch Prokofjew: Sonate Nr. 5 C-Dur, op. 38, revidiert als op. 135
- Ottorino Respighi: Concerto all’antica für Violine und Orchester
- Dmitri Dmitrijewitsch Schostakowitsch: Klaviertrio Nr. 1 c-moll op. 8
- Richard Strauss: Tanzsuite aus Klavierstücken von François Couperin
- Ralph Vaughan Williams: Romance and Pastorale für Violine und Klavier
- Eugène Ysaÿe: Sechs Sonaten für Violine solo op. 27

### Vokalmusik
- Ildebrando Pizzetti: Messa di Requiem

### Musiktheater
- 09. Februar: Die Uraufführung der Operette Die gelbe Jacke von Franz Lehár findet am Theater an der Wien in Wien statt. Der Text stammt von Ludwig Herzer und Fritz Löhner-Beda nach einer Vorlage von Victor Léon. Unter dem Namen Das Land des Lächelns wird das Werk Jahre später ein Welterfolg.
- 30. März: Die Operette Libellentanz von Franz Lehár wird am Stadt Theater Wien uraufgeführt. Das Werk ist eine Neubearbeitung der Operette Der Sterngucker aus dem Jahr 1916.
- 01. April: Die Uraufführung der Operette Mädi von Robert Stolz findet in Berlin statt. Das Textbuch stammt von Alfred Grünwald und Leo Stein.
- 21. April: Die Uraufführung der Operette Lagunenzauber von Nico Dostal erfolgt am Opernhaus Graz.
- 26. April: Die Oper Belfagor von Ottorino Respighi wird am Teatro alla Scala in Mailand uraufgeführt.
- 14. Mai: Die Oper The Perfect Fool von Gustav Holst wird von der British National Opera Company in London erstmals zur Gänze uraufgeführt. Einzelne Teile des Werkes sind schon früher erstmals aufgeführt worden.

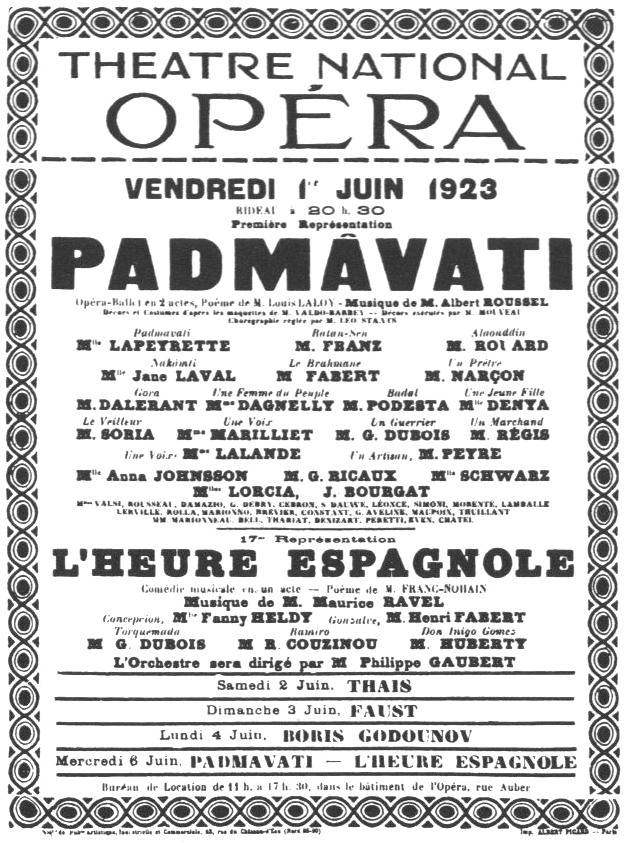
Albert Roussel – Padmâvatî – Poster der Uraufführung von 1923

- 01. Juni: Die Uraufführung der Ballettoper Padmâvatî von Albert Roussel mit einem Libretto von Louis Laloy findet am Palais Garnier der Pariser Oper satt.
- 13. Juni: In Paris erfolgt die Uraufführung des Balletts Les Noces von Igor Strawinsky.
- 14. September: Uraufführung der Operette Ein Märchen aus Florenz von Ralph Benatzky am Johann Strauß-Theater in Wien.
- 31. Oktober: Eugen d’Albert führt in Hamburg erstmals das Legendenspiel Mareike von Nymwegen auf.
- 15. November: Uraufführung der Oper Srdce (Das Herz) von Josef Bohuslav Foerster am Nationaltheater Prag.
- 17. November: Am Theater an der Wien in Wien wird die Operette Die Perlen der Cleopatra von Oscar Straus nach einem Libretto von Julius Brammer und Alfred Grünwald uraufgeführt. Fritzi Massary, Richard Tauber und Max Pallenberg spielen die Hauptrollen.
- 20. November: Uraufführung der Oper Die Höhle von Salamanca von Bernhard Paumgartner an der Staatsoper in Dresden.
- 22. Dezember: Uraufführung der Operette Marietta von Walter Kollo in Berlin.

Weitere Bühnenwerksuraufführungen
- Leo Fall: Der süße Kavalier (Operette)
- Leo Ascher: Ein Jahr ohne Liebe (Operette)
- Leon Jessel: Des Königs Nachbarin (Singspiel)
- Eduard Künneke: Casinogirls und Lovers Lane (zwei Operetten)
- Julius Bittner: Das Rosengärtlein (Oper) Uraufführung in Mannheim.
- Gustav Holst: The Perfect Fool (Oper)
- Jean Gilbert: Katja, die Tänzerin (Operette); Der Gauklerkönig (Operette)

### Popmusik

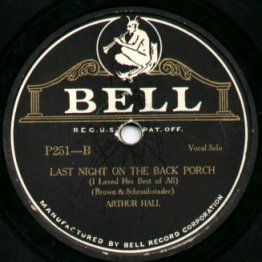
Carl Schraubstader (Musik) und Lew Brown (Text) – Last Night on the Back Porch (1923)

## Neuveröffentlichungen (Auswahl)

### Lieder und Kompositionen
| Lied                                      | Text                   | Musik              | Erstinterpret                  | Label           | Veröffentlichung | Genre       | Weitere Informationen |
| ----------------------------------------- | ---------------------- | ------------------ | ------------------------------ | --------------- | ---------------- | ----------- | --------------------- |
| Chimes Blues                              | King Oliver            | King Oliver        | King Oliver’s Creole Jazz Band | Gennett Records | 5. April 1923    | Jazz, Blues | Jazzstandard          |
| Last Night on the Back Porch              | Lew Brown              | Carl Schraubstader |                                |                 | 1923             | Pop, Jazz   |                       |
| Nobody Knows You When You’re Down and Out | Jimmy Cox              | Jimmy Cox          |                                |                 | 1923             | Pop         |                       |
| That Old Gang of Mine                     | Mort Dixon, Billy Rose | Ray Henderson      | Van and Schenck                |                 | 1923             | Jazz, Pop   |                       |

## Geboren

### Januar
- 11. Januar: Osie Johnson, US-amerikanischer Jazzschlagzeuger († 1966)
- 17. Januar: Hans Moeckel, Schweizer Komponist und Dirigent († 1983)
- 20. Januar: Nora Brockstedt, norwegische Sängerin und Entertainerin († 2015)
- 20. Januar: Slim Whitman, US-amerikanischer Countrysänger († 2013)
- 21. Januar: Karl Messner, österreichischer Komponist, Kapellmeister und Pädagoge († 2016)
- 22. Januar: Justinas Bašinskas, litauischer Komponist († 2003)
- 23. Januar: Alfonsín Quintana, kubanischer Sänger († 2018)
- 27. Januar: Waldir Azevedo, brasilianischer Komponist und Cavaquinhospieler († 1980)
- 27. Januar: Roger Bourdin, französischer Flötist († 1976)
- 28. Januar: Ivo Robić, kroatischer Schlagersänger († 2000)
- 28. Januar: Roberto Roversi, italienischer Schriftsteller, Dichter, Liedtexte, Journalist und Antiquariatsbuchhändler († 2012)
- 29. Januar: Eddie Taylor, US-amerikanischer Blues-Gitarrist († 1985)

### Februar
- 03. Februar: Alys Robi, kanadische Sängerin († 2011)
- 04. Februar: Eduardo Adrián, argentinischer Tangosänger († 1990)
- 05. Februar: Claude King, US-amerikanischer Country-Sänger († 2013)
- 07. Februar: Dora Bryan, britische Schauspielerin († 2014)
- 11. Februar: Inge Raba, deutsche Cellistin († 2022)
- 12. Februar: Ernst Bruun Olsen, dänischer Schauspieler, Dramatiker, Hörspielautor und Regisseur († 2011)
- 16. Februar: Vladimir Havsky, russisch-chinesisch-amerikanischer Pianist († 2009)
- 17. Februar: Buddy DeFranco, US-amerikanischer Jazzklarinettist († 2014)
- 22. Februar: Billy Mo, deutscher Jazz-Trompeter und Schlagersänger († 2004)
- 23. Februar: Dhora Leka, albanische Komponistin, Partisanin und politische Gefangene († 2006)
- 24. Februar: David Soyer, US-amerikanischer Cellist und Musikpädagoge († 2010)
- 25. Februar: André Asselin, kanadischer Pianist und Komponist († 2012)
- 27. Februar: Bienvenido Bustamante López, dominikanischer Komponist und Klarinettist († 2001)

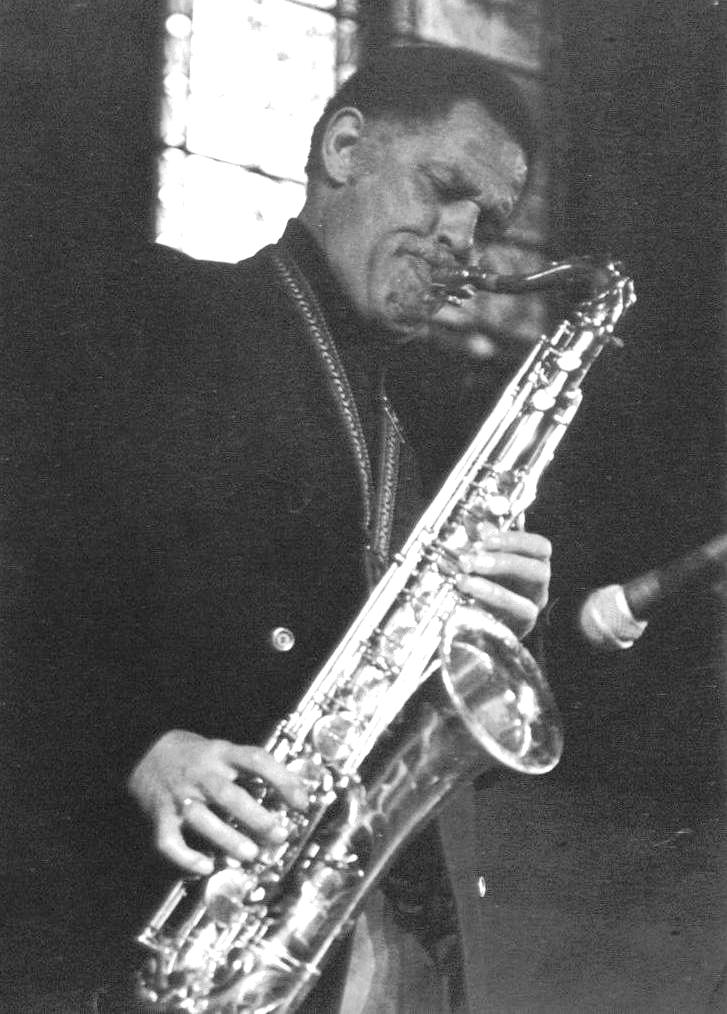
Dexter Gordon; * 27. Februar

- 27. Februar: Dexter Gordon, US-amerikanischer Tenorsaxophonist († 1990)

### März
- 01. März: Charles Cyroulnik, französischer Geiger († 2003)
- 03. März: Doc Watson, US-amerikanischer Gitarrist und Sänger († 2012)
- 04. März: Willie Johnson, US-amerikanischer Blues-Musiker († 1995)
- 06. März: Erhard Karkoschka, deutscher Komponist († 2009)

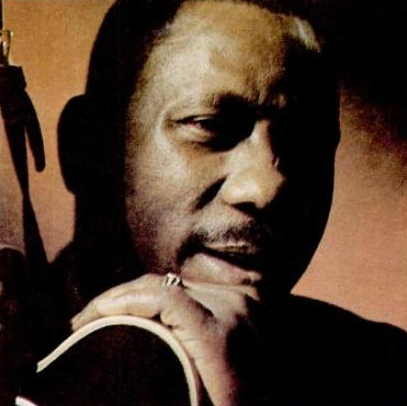
Wes Montgomery; * 6. März

- 06. März: Wes Montgomery, US-amerikanischer Jazz-Gitarrist († 1968)
- 07. März: Jørgen Kleemann, grönländischer Musiker († 2023)
- 10. März: Don Abney, US-amerikanischer Jazzpianist († 2000)
- 10. März: Vladimír Šrámek, slowakischer Komponist († 2004)
- 11. März: Ad den Besten, niederländischer Germanist, Essayist, Kirchenlieddichter und Übersetzer († 2015)
- 12. März: Norbert Brainin, österreichisch-britischer Violinist († 2005)
- 15. März: Rudolf Graetz, deutscher Jazz- und Unterhaltungsmusiker (Trompete, Komposition) († 1996)
- 16. März: Heinz Wallberg, deutscher Dirigent († 2004)
- 21. März: Tsuna Iwami, japanischer Komponist und Shakuhachispieler († 2012)
- 23. März: Nina Novak, polnisch-venezolanische Primaballerina, Choreografin, Ballettdirektorin und Tanzlehrerin († 2022)
- 26. März: Clifton Williams, US-amerikanischer Komponist, Hornist und Musikpädagoge († 1976)
- 28. März: Thad Jones, US-amerikanischer Jazz-Trompeter († 1986)
- 28. März: Bill Richards, kanadischer Geiger und Komponist († 1995)
- 30. März: Viorel Cosma, rumänischer Musikwissenschaftler und -pädagoge († 2017)
- 30. März: Diego Ochsenbein, Schweizer Sänger († 1997)

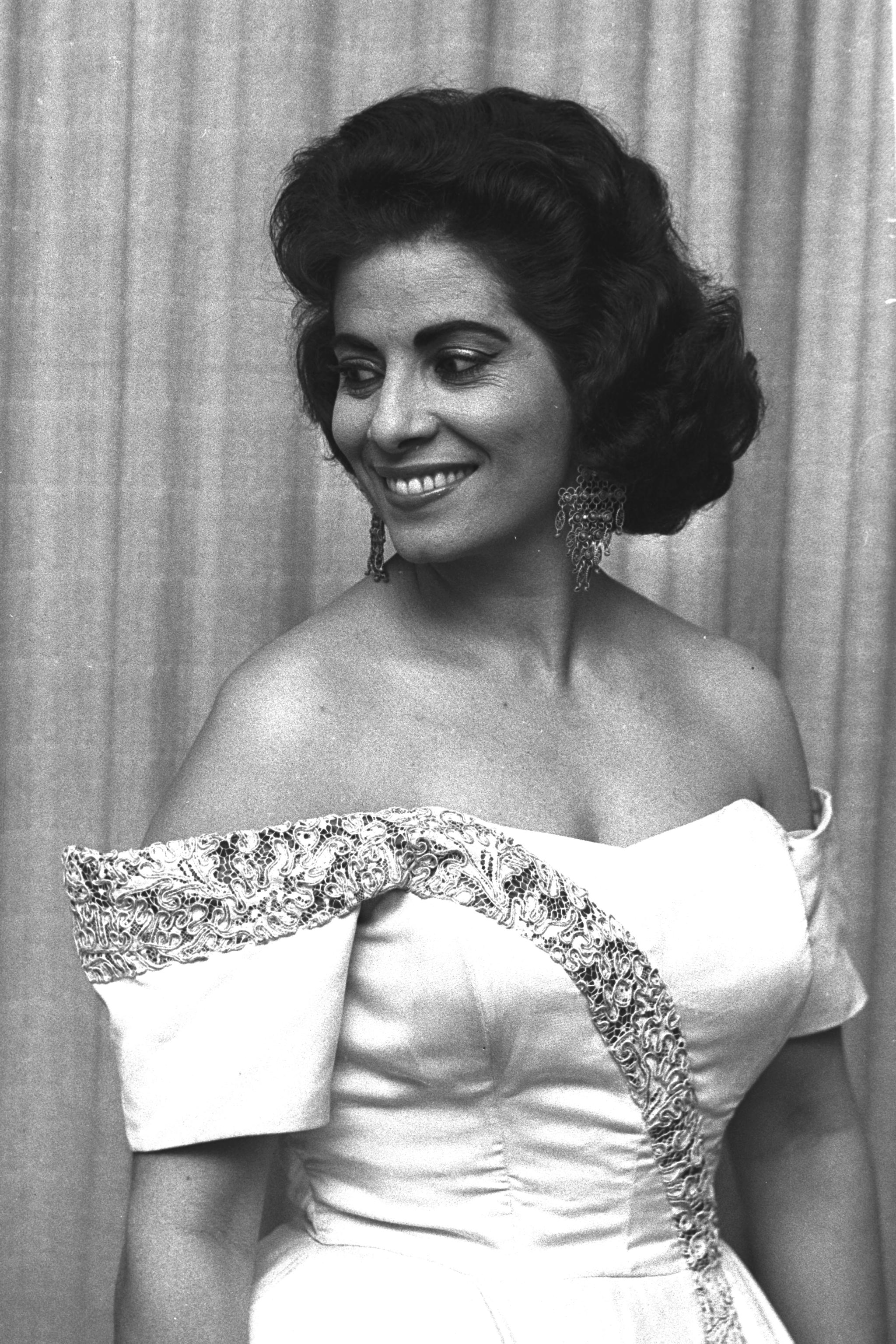
Shoshana Damari; * 31. März

- 31. März: Shoshana Damari, israelische Sängerin († 2006)

### April
- 01. April: Don Butterfield, US-amerikanischer Jazzmusiker (Tuba, Komposition) und Musikverleger († 2006)
- 06. April: Skeeter Bonn, US-amerikanischer Country-Musiker († 1994)
- 12. April: Ann Miller, US-amerikanische Schauspielerin und Tänzerin († 2004)
- 16. April: Warren Barker, US-amerikanischer Komponist († 2006)
- 16. April: Harry Cox, belgischer Pianist und Komponist († 2009)
- 17. April: Gianni Raimondi, italienischer Tenor († 2008)
- 20. April: Tito Puente, US-amerikanischer Jazz-, Salsa- und Mambo-Musiker († 2000)
- 25. April: Albert King, US-amerikanischer Bluesmusiker († 1992)
- 26. April: Alberto Marino, argentinischer Tangosänger und -komponist († 1989)
- 29. April: Radim Drejsl, tschechischer Komponist, Pianist und Dirigent († 1953)
- 29. April: Walter Deutsch, österreichischer Musikwissenschaftler († 2025)
- 30. April: Percy Heath, US-amerikanischer Jazz-Musiker (Kontrabassist) († 2005)

### Mai
- 03. Mai: Charles Dobler, Schweizer klassischer Pianist und Musikpädagoge († 2014)
- 04. Mai: Guy Warren, ghanaischer Jazzmusiker († 2008)
- 07. Mai: Gabriel Jacobsohn, israelischer Komponist († 1948)
- 08. Mai: Cheikha Rimitti, algerische Raï-Sängerin († 2006)
- 10. Mai: Víctor Piñero, venezolanischer Sänger († 1975)
- 12. Mai: Colombe Pelletier, kanadische Pianistin und Klavierbegleiterin († 2021)
- 14. Mai: Julio Martel, argentinischer Tangosänger († 2009)
- 17. Mai: Peter Mennin, US-amerikanischer Komponist († 1983)
- 22. Mai: Eduard Aslanovich Abramyan, armenischer Pianist und Musikpädagoge († 1986)

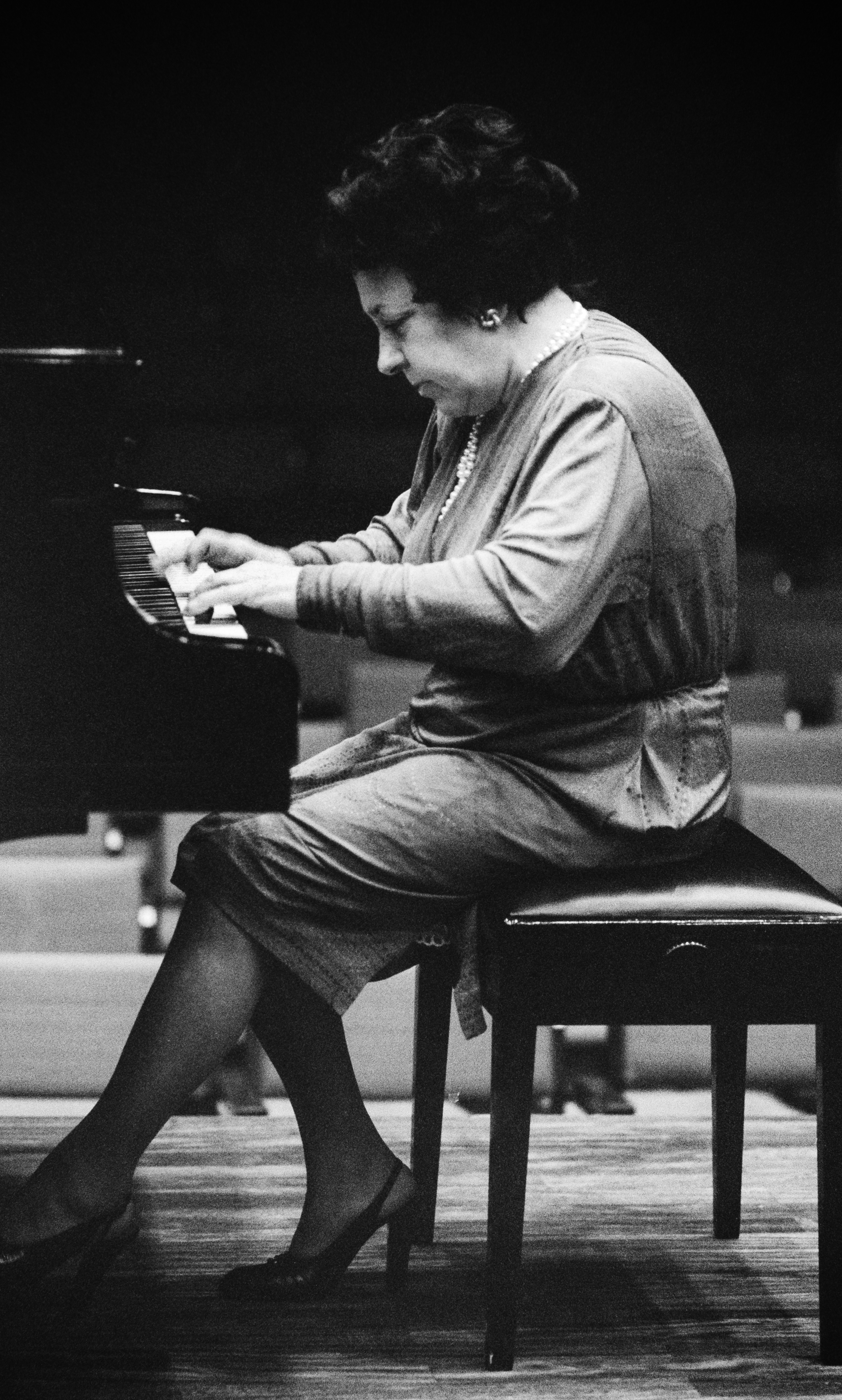
Alícia de Larrocha; * 23. Mai

- 23. Mai: Alicia de Larrocha, spanische Pianistin († 2009)
- 25. Mai: Eduardo Estéban Tejeda, argentinischer Komponist
- 28. Mai: György Ligeti, ungarischer Komponist († 2006)

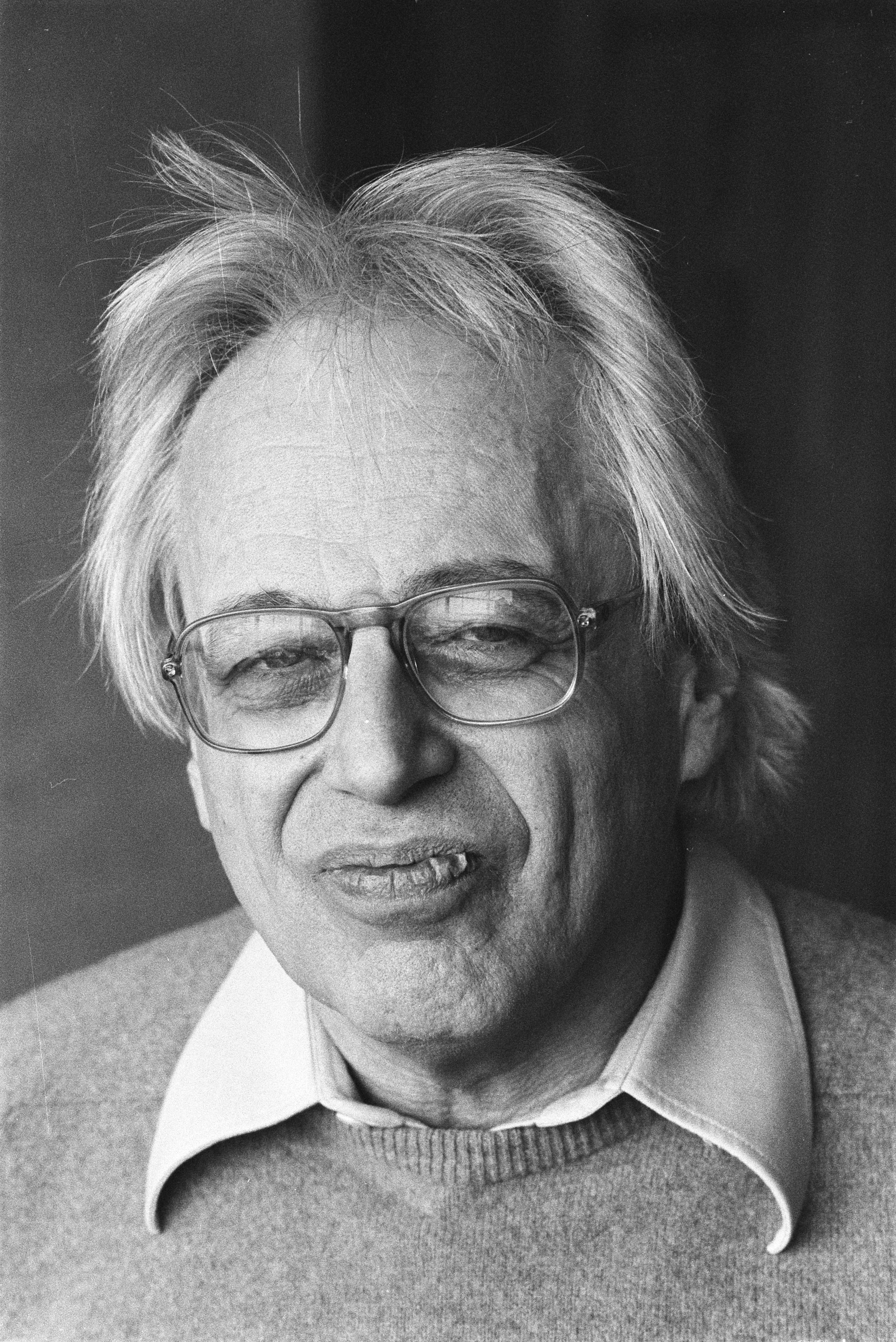
György Ligeti; * 28. Mai

- 29. Mai: Harry Everett Smith, US-amerikanischer Experimentalfilmer, Maler, Musikforscher, Anthropologe, Sammler und Okkultist († 1991)
- 29. Mai: Eugene Wright, US-amerikanischer Jazz-Kontrabassist († 2020)

### Juni
- 02. Juni: Ernie Hood, US-amerikanischer Musiker und früher Klangkünstler († 1991)
- 03. Juni: Zenon Brzewski, polnischer Musikpädagoge und Geiger († 1993)
- 03. Juni: Walter Kreppel, deutscher Opernsänger († 2003)
- 03. Juni: Phil Nimmons, kanadischer Jazzpianist († 2024)
- 04. Juni: Carlos Teppa, venezolanischer Komponist und Cellist
- 08. Juni: Josef Vlach, tschechischer Geiger und Dirigent († 1988)
- 10. Juni: Françoise Sullivan, kanadische Malerin, Bildhauerin, Tänzerin und Choreographin
- 13. Juni: Ilse Hass, deutsche Schlagersängerin († 2015)
- 14. Juni: Flora Jacobs, niederländische jüdische Musikerin und Holocaustüberlebende († 2013)
- 16. Juni: Henryk Czyż, polnischer Komponist, Dirigent und Musikpädagoge († 2003)
- 16. Juni: Åke Hermanson, schwedischer Komponist († 1996)
- 21. Juni: Jan Sypniewski, polnischer Musikwissenschaftler, Jazzkritiker und Autor († 1982)
- 23. Juni: George Russell, US-amerikanischer Jazzmusiker († 2009)
- 27. Juni: Jacques Berthier, französischer Organist und Komponist († 1994)
- 29. Juni: Manfred Büttner, deutscher Geograph, evangelischer Theologe, Musikwissenschaftler, Religionswissenschaftler und Wissenschaftshistoriker († 2016)
- 30. Juni: Jan Boerman, niederländischer Pianist und Komponist († 2020)

### Juli
- 03. Juli: Johnny Hartman, US-amerikanischer Jazzsänger († 1983)
- 04. Juli: Horacio Deval, argentinischer Tangosänger († 2004)
- 03. Juli: Milan Munclinger, tschechischer Flötist, Dirigent, Komponist und Musikwissenschaftler († 1986)
- 06. Juli: Marie McDonald, US-amerikanische Filmschauspielerin und Sängerin († 1965)
- 07. Juli: Roberto Caamaño, argentinischer Komponist, Pianist und Musikpädagoge († 1993)
- 09. Juli: Heinz Finger, deutscher Dirigent und Musikpädagoge († 2005)
- 09. Juli: Molly O’Day, US-amerikanische Countrysängerin († 1987)
- 10. Juli: Amalia Mendoza, mexikanische Sängerin und Schauspielerin († 2001)
- 10. Juli: Fred Strittmatter, deutsch-schweizerischer Filmmusikkomponist († 1985)
- 12. Juli: Erwin Halletz, österreichischer Komponist, Arrangeur und Dirigent († 2008)
- 12. Juli: Georgi Iwanowitsch Salnikow, russischer Komponist und Professor († 2015)
- 18. Juli: Héctor Tosar, uruguayischer Komponist († 2002)
- 19. Juli: Lidija Walerianowna Aksjonowa, sowjetische und moldawische Dirigentin, Pädagogin, Theoretikerin der Dirigierkunst und Musikautorin († 2019)
- 22. Juli: Franco Calabrese, italienischer Sänger (Bassbariton) († 1992)
- 27. Juli: Peter Cabus, belgischer Komponist († 2000)
- 28. Juli: Wen-chung Chou, US-amerikanischer Komponist chinesischer Herkunft († 2019)

### August
- 07. August: Douglas Bodle, kanadischer Organist, Pianist, Cembalist und Musikpädagoge († 2022)
- 07. August: Lucien Juanico, französischer Jazz- und Unterhaltungsmusiker († 2020)
- 10. August: Rhonda Fleming, US-amerikanische Schauspielerin und Sängerin († 2020)
- 10. August: Dietmar Walther, deutscher Dirigent, Komponist und Akkordeonist († 2017)
- 11. August: Josef Maria Müller, österreichischer Widerstandskämpfer, Dirigent, Musikpädagoge und konservativer politischer Aktivist († 2013)
- 14. August: John Pozdro, US-amerikanischer Komponist und Musikpädagoge († 2009)
- 20. August: Jim Reeves, US-amerikanischer Country-Sänger († 1964)
- 21. August: Cliff Adams, britischer Orchesterleiter, Sänger und Radiomoderator († 2001)
- 23. August: Leo Leandros, griechischer Komponist, Sänger, Texter und Produzent
- 26. August: Hans Kolditz, deutscher Komponist und Dirigent († 1996)

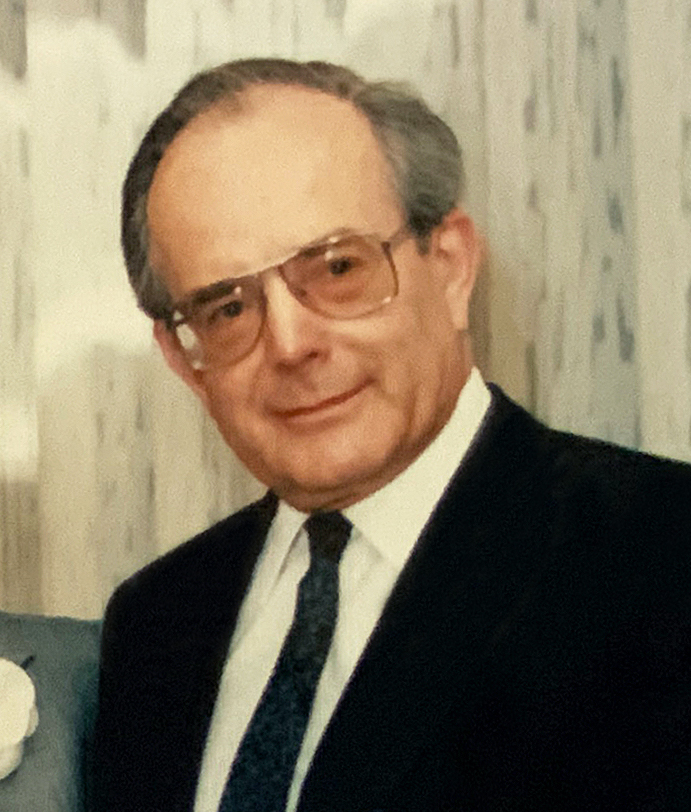
Wolfgang Sawallisch; * 26. August

- 26. August: Wolfgang Sawallisch, deutscher Dirigent und Pianist († 2013)
- 27. August: Rolando Laserie, kubanischer Sänger († 1998)
- 28. August: Tonny Nüsser, niederländischer Jazzmusiker († 2016)
- 31. August: Emilinha Borba, brasilianische Sängerin und Schauspielerin († 2005)
- 31. August: Hilde Grünbaum, deutsche jüdische Musikerin und Überlebende des KZ Bergen-Belsen
- 31. August: Frank McNulty, US-amerikanischer Musiker, Produzent und Songwriter

### September
- 06. September: Gisela Jahn, deutsche Dirigentin und Hochschullehrerin († 2000)
- 09. September: Marcel Zanini, französischer Jazzmusiker († 2023)
- 11. September: Vasilije Mokranjac, serbischer Komponist († 1984)
- 14. September: Radhamés Reyes Alfau, dominikanischer Musiker, Komponist und Arrangeur († 2006)
- 15. September: Anton Heiller, österreichischer Komponist, Organist und Musikpädagoge († 1979)
- 15. September: Hamlet Lima Quintana, argentinischer Schriftsteller und Musiker († 2002)
- 17. September: Reinhold Birk, deutscher Kirchenmusiker und Komponist († 2013)

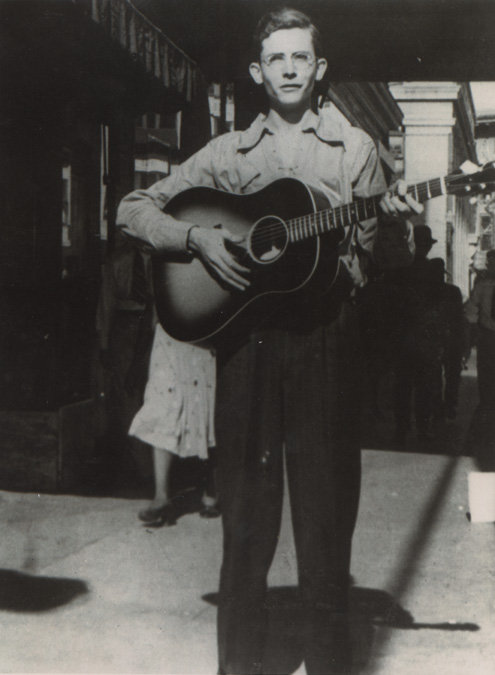
Hank Williams; * 17. September

- 17. September: Hank Williams, US-amerikanischer Countrymusiker († 1953)
- 19. September: Ulrich Günther, deutscher Musikpädagoge († 2011)
- 19. September: Devendra Murdeshwar, indischer Bansurispieler und Musikpädagoge († 2000)
- 19. September: Rodrigo Riera, venezolanischer Gitarrist und Komponist († 1999)

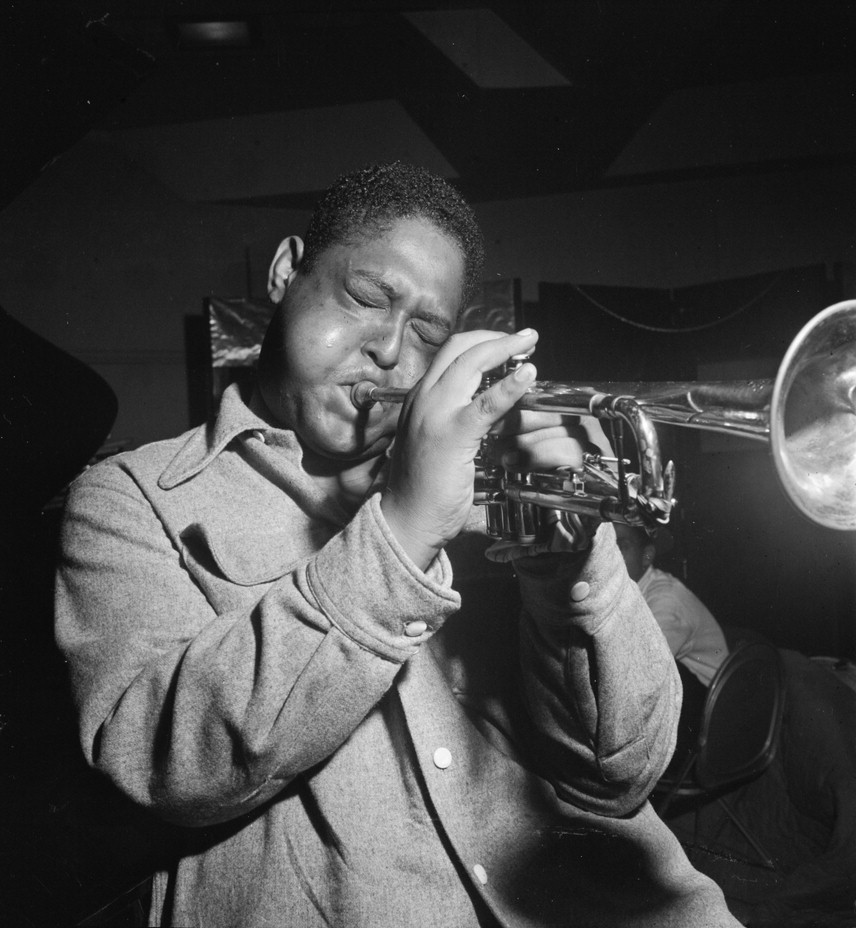
Fats Navarro; * 24. September

- 24. September: Fats Navarro, US-amerikanischer Jazztrompeter († 1950)
- 25. September: Sam Rivers, US-amerikanischer Jazzmusiker († 2011)
- 25. September: Orlando Verri, argentinischer Tangosänger († 1999)
- 27. September: Jocelyne Binet, kanadische Komponistin († 1968)
- 27. September: Theodor Hlouschek, deutscher Komponist († 2010)
- 00. September: Barney Burcham, US-amerikanischer Country- und Rockabilly-Musiker († 1992)

### Oktober
- 03. Oktober: Gabriele Hammerstein, deutsch-amerikanische Opernsängerin († 2018)
- 03. Oktober: Stanisław Skrowaczewski, polnischer Dirigent († 2017)
- 05. Oktober: Glynis Johns, britische Schauspielerin, Pianistin, Sängerin und Tänzerin († 2024)
- 07. Oktober: Inger Jacobsen, norwegische Sängerin und Schauspielerin († 1996)
- 09. Oktober: Andrée Desautels, kanadische Musikwissenschaftlerin, Musikpädagogin, Komponistin und Ondistin († 2023)
- 11. Oktober: Gleb Axelrod, sowjetischer klassischer Pianist und Musikpädagoge († 2003)
- 13. Oktober: Berta Höller, österreichische Harfenistin († 2014)

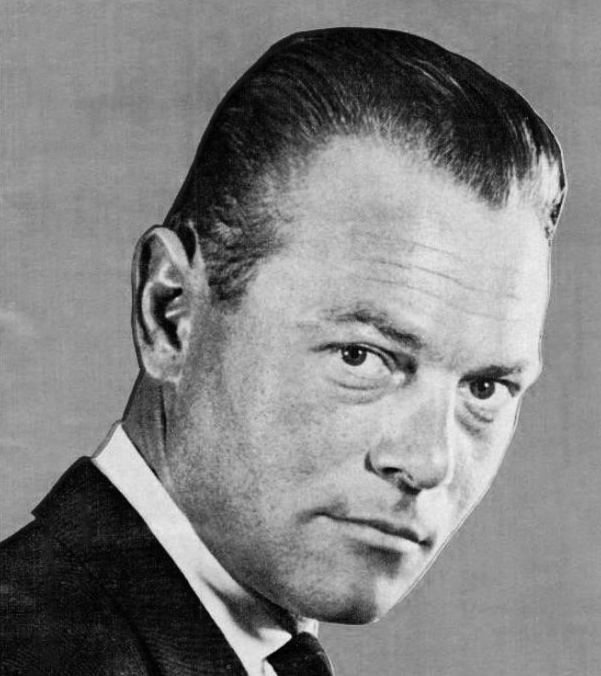
Bert Kaempfert; * 16. Oktober

- 16. Oktober: Bert Kaempfert, deutscher Komponist und Orchesterleiter († 1980)
- 17. Oktober: Barney Kessel, US-amerikanischer Jazz-Gitarrist († 2004)
- 21. Oktober: Pablo Moreno, uruguayisch-argentinischer Tangosänger († 1980)
- 23. Oktober: Ned Rorem, US-amerikanischer Komponist († 2022)
- 29. Oktober: Dietrich Manicke, deutscher Komponist und Musiktheoretiker († 2013)

### November
- 04. November: Carlos Botto Vallarino, chilenischer Komponist und Musikpädagoge († 2004)
- 05. November: Biserka Cvejić, jugoslawische Opernsängerin († 2021)
- 06. November: Rolando Valdés, kubanischer Bandleader († 2015)
- 07. November: Tariel Bakradse, sowjetisch-georgischer Pianist und Komponist († 1997)
- 12. November: Alirio Díaz, venezolanischer klassischer Gitarrist († 2016)
- 12. November: Charlie Mariano, US-amerikanischer Saxophonist († 2009)
- 13. November: Werner Owart, deutscher Orgelbauer und Organist († 2017)
- 19. November: Annelore Cahnbley, deutsche Konzertsängerin († 1996)
- 22. November: Dika Newlin, US-amerikanische Komponistin, Musikwissenschaftlerin und Komponistin († 2006)
- 24. November: Serge Chaloff, US-amerikanischer Jazz-Saxophonist († 1957)
- 30. November: Lilibert, luxemburgisch-deutsche Schlagertexterin und Rundfunkmoderatorin († 2024)

### Dezember

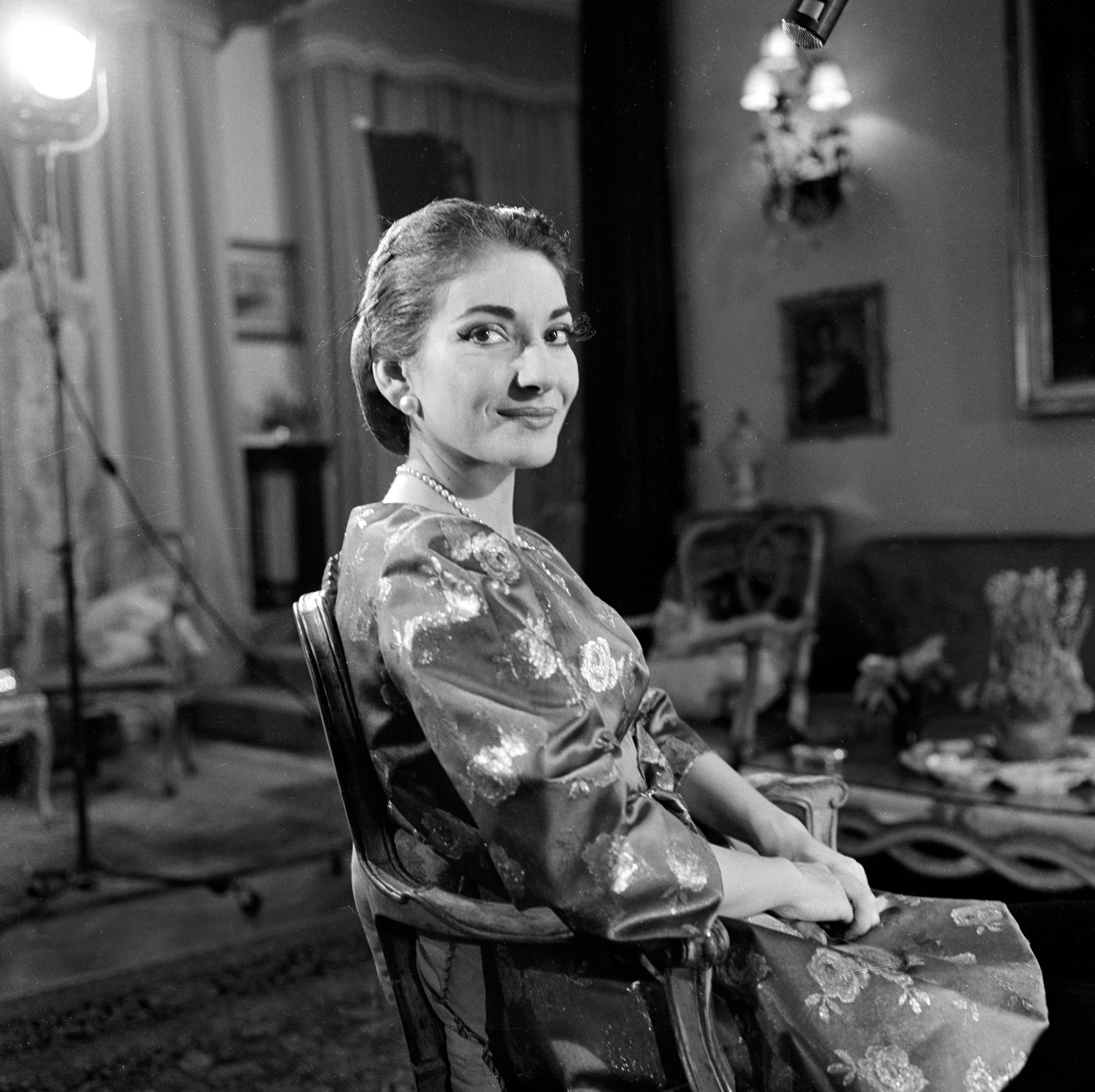
Maria Callas; * 2. Dezember

- 02. Dezember: Maria Callas, US-amerikanische Sopranistin († 1977)
- 02. Dezember: Theodore Holdheim, israelischer Komponist († 1985)
- 04. Dezember: Arnold Kempkens, deutscher Komponist und Dirigent († 2001)
- 06. Dezember: Nicola Arigliano, italienischer Pop- und Jazzsänger († 2010)
- 09. Dezember: Guntram Hecht, deutscher Musiklehrer, Organist und Komponist († 2018)
- 12. Dezember: Bob Dorough, US-amerikanischer Jazzsänger, Komponist und Pianist († 2018)
- 12. Dezember: Manfred Minnich, deutscher Trompeter, Komponist, Arrangeur und Dirigent († 1985)
- 12. Dezember: Lupita Palomera, mexikanische Sängerin und Schauspielerin († 2009)

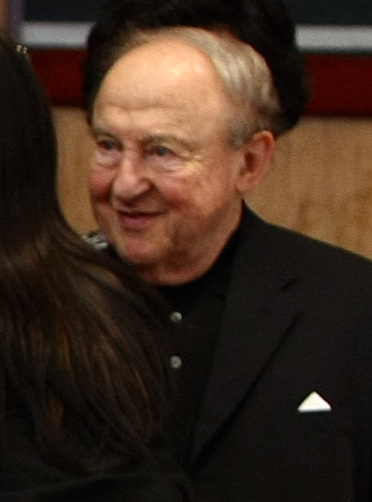
Menahem Pressler; * 16. Dezember

- 16. Dezember: Menahem Pressler, israelischer Pianist († 2023)
- 19. Dezember: Monique Morelli, französische Chansonsängerin und Schauspielerin († 1993)
- 21. Dezember: Flory Jagoda, jugoslawisch-US-amerikanische Songwriterin und Sängerin († 2021)
- 24. Dezember: Tiny Wirtz, deutsche Pianistin und Hochschullehrerin († 2023)
- 25. Dezember: José de Jesús Lora, dominikanischer Geiger († 2013)
- 27. Dezember: Andrej Afanassowitsch Babajew, aserbaidschanischer Komponist († 1964)
- 27. Dezember: Eugene Kurtz, US-amerikanischer Komponist und Musikpädagoge († 2006)
- 28. Dezember: Josef Hassid, polnischer Violinist († 1950)

### Genaues Geburtsdatum unbekannt
- Marysia Ajzensztat, polnische Sängerin († 1942)
- Percival Borde, aus Trinidad und Tobago stammender Tänzer, Choreograph und Tanzlehrer († 1979)
- Zofia Cykowiak, polnische Musikerin und Holocaustüberlebende († 2009)
- Denise Letourneur, Schweizer Musikerin († 1984)
- Donald Lybbert, US-amerikanischer Komponist und Musikpädagoge († 1981)
- Raymond Shiner, US-amerikanischer Jazz-, Theater- und Studiomusiker († 1999)

## Gestorben

### Todesdatum gesichert
- 02. Februar: Karl Wilhelm Brandt, deutsch-russischer Trompeter und Komponist (* 1869)
- 23. Februar: Félix Fourdrain, französischer Komponist, Organist und Musikpädagoge (* 1880)
- 27. Februar: Charles Francis Abdy Williams, britischer Organist, Violinist, Musikwissenschaftler und Musikschriftsteller (* 1855)

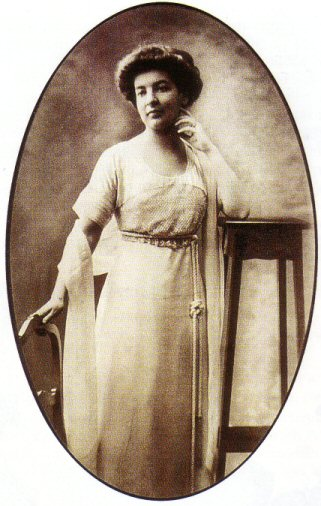
Dora Pejacevic; † 5. März

- 05. März: Dora Pejačević, kroatische Komponistin (* 1885)
- 10. März: Horace Wadham Nicholl, britischer Organist und Komponist (* 1848)
- 13./14. März: Anton Schittenhelm, österreichischer Opernsänger (* 1849)
- 14. März: Fritz Stüssi, Schweizer Komponist, Organist und Dirigent (* 1874)
- 15. April: Friedrich Adolf Borsdorf, deutscher Hornist (* 1854)
- 23. Mai: Heinrich Schmidt, deutscher Komponist, Musikwissenschaftler und Musikpädagoge (* 1861)
- 30. Mai: Mélanie Chasselon, französische Komponistin (* 1845)
- 30. Mai: Camille Chevillard, französischer Komponist und Dirigent (* 1859)
- 30. Juni: Jakob Ludwig Bruhns, deutscher Weinhändler und Komponist (* 1852)
- 30. Juni: Claude Terrasse, französischer Operettenkomponist (* 1867)
- 13. Juli: Asger Hamerik, dänischer Komponist und Dirigent (* 1843)
- 01. August: Theophil Forchhammer, Schweizer Komponist, Kirchenmusiker und Organist (* 1847)
- 02. August: Aurelio Silva, chilenischer Violinist und Musikpädagoge (* 1866)
- 24. August: Conrad Abelard Fontova i Planes, katalanisch-argentinischer Pianist und Komponist (* 1865)
- 31. August: Emil Jülich, deutscher Liedermacher und Karnevalsschlager-Komponist (* 1854)
- 29. September: Juan Bautista Espínola Reyes, dominikanischer Musiker und Komponist (* 1894)
- 14. Oktober: George Elbridge Whiting, US-amerikanischer Komponist und Organist (* 1840)

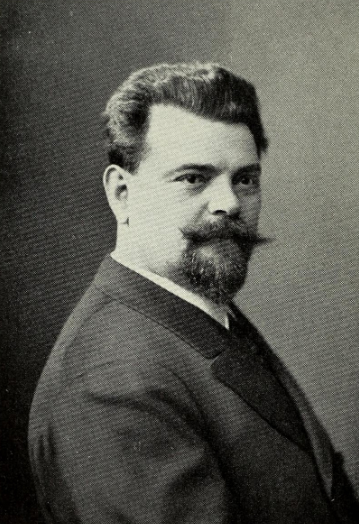
Hugo Dechert; † 7. November

- 07. November: Hugo Dechert, deutscher Violoncellist und Kammermusiker (* 1860)
- 02. Dezember: Heinrich Bewerunge, deutscher Kirchenmusiker (* 1862)
- 03. Dezember: Rosita Mauri, katalanische Tänzerin und Tanzlehrerin (* 1856)
- 14. Dezember: Giuseppe Gallignani, italienischer Komponist und Musikpädagoge (* 1851)
- 19. Dezember: Gustav Dannreuther, US-amerikanischer Geiger (* 1853)
- 25. Dezember: Richard Barth, deutscher Musiker und Komponist (* 1850)

### Genaues Todesdatum unbekannt
- Julie von Asten, österreichisch-deutsche Pianistin und Klavierlehrerin (* 1841)
- Anna Kull, Schweizer Cellistin (* 1841)